# Apohyale humboldti
Apohyale humboldti is een vlokreeftensoort uit de familie van de Hyalidae. De wetenschappelijke naam van de soort werd in 1979 voor het eerst geldig gepubliceerd door Jerry Laurens Barnard.